# Knud Henriksen
Knud Henriksen (mort en 12 mars 1162) est duc de Jutland-du-Sud c'est-à-dire de Sønderjylland de 1150/1157 à 1162.

## Contexte
Knud est le fils ainé du prince Henri Skädelar tué le 4 juin 1134 lors de la Bataille de Fotevik et de la princesse suédoise Ingrid Rögnvaldsdotter.
Pendant la Guerre civile danoise (1146-1157) (en), il combat d'abord pour Knut V et aide à chasser Svend Grathe et Valdemar du Schleswig vers 1150 dont il obtient le titre de duc. Après le meurtre de Knut V à Roskilde, Knud Henriksen et son jeune frère Buris passent du côté de Valdemar. Le soutien à Valdemar des fils d'Henri et d'autres anciens partisans des Knut est en grande partie la raison pour laquelle Valdemar peut gagner la Bataille de Grathe ou Grade (en) en 1157, ce qui fait de lui le seul roi. Knud Henriksen est récompensé pour son rôle dans la guerre en recevant le Duché de Schleswig.
Knud Henriksen meurt subitement en 1162 pour des raisons inconnues. Son frère, Buris Henriksen, lui succéda comme duc de Schleswig,